# Beaumesnil, Eure
 Beaumesnil  là một xã thuộc tỉnh Eure trong vùng Normandie miền bắc nước Pháp.

## Huy hiệu
| Arms of Beaumesnil | The arms of Beaumesnil are blazoned: Quarterly 1: Azure, a chevron argent and in base3 bezants (Or); 2: Gules, 2 fesses argent charged with 3 and 2 ermine spotsw sable; 3: Argent, a fess, and in chief a label gules; 4: Azure, a heart enflamed Or; overall a cross argent incribed with 'BEAUMESNIL' in capital letters sable. |